# 迪奥戈·阿布雷乌
迪奥戈·阿布雷乌（葡萄牙語：Diogo Abreu，1993年9月5日—），葡萄牙男子蹦床运动员，2018年世界蹦床锦标赛男子团体全能银牌得主、2022年世界蹦床锦标赛男子个人网上团体金牌得主、男子双人网上银牌得主和男子团体全能铜牌得主。